# Mozoncillo de Juarros
Mozoncillo de Juarros es una localidad del municipio burgalés de Ibeas de Juarros, en la comunidad autónoma de Castilla y León (España). 

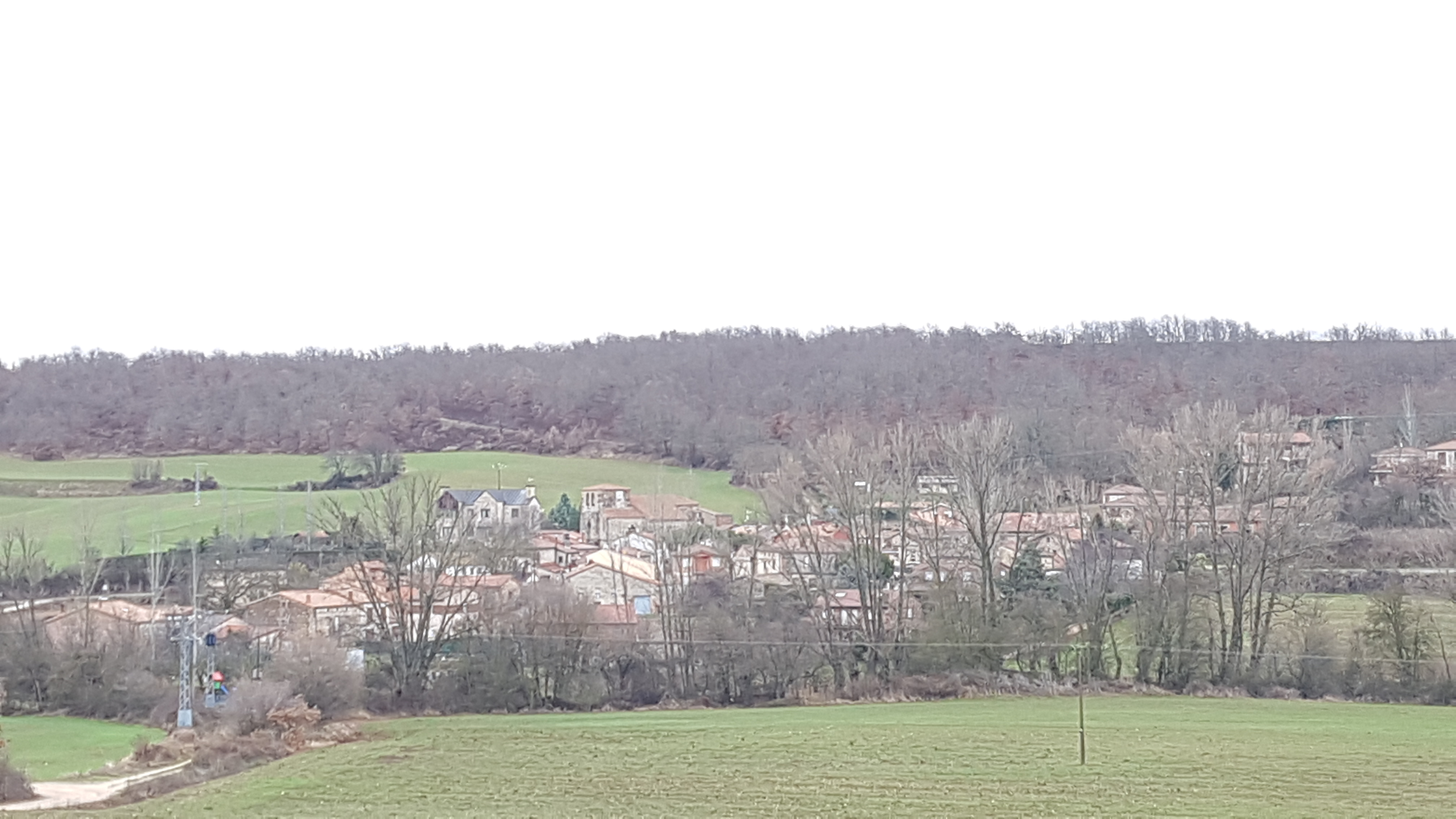
Vista general del pueblo

La iglesia está dedicada a La Inmaculada Concepción.

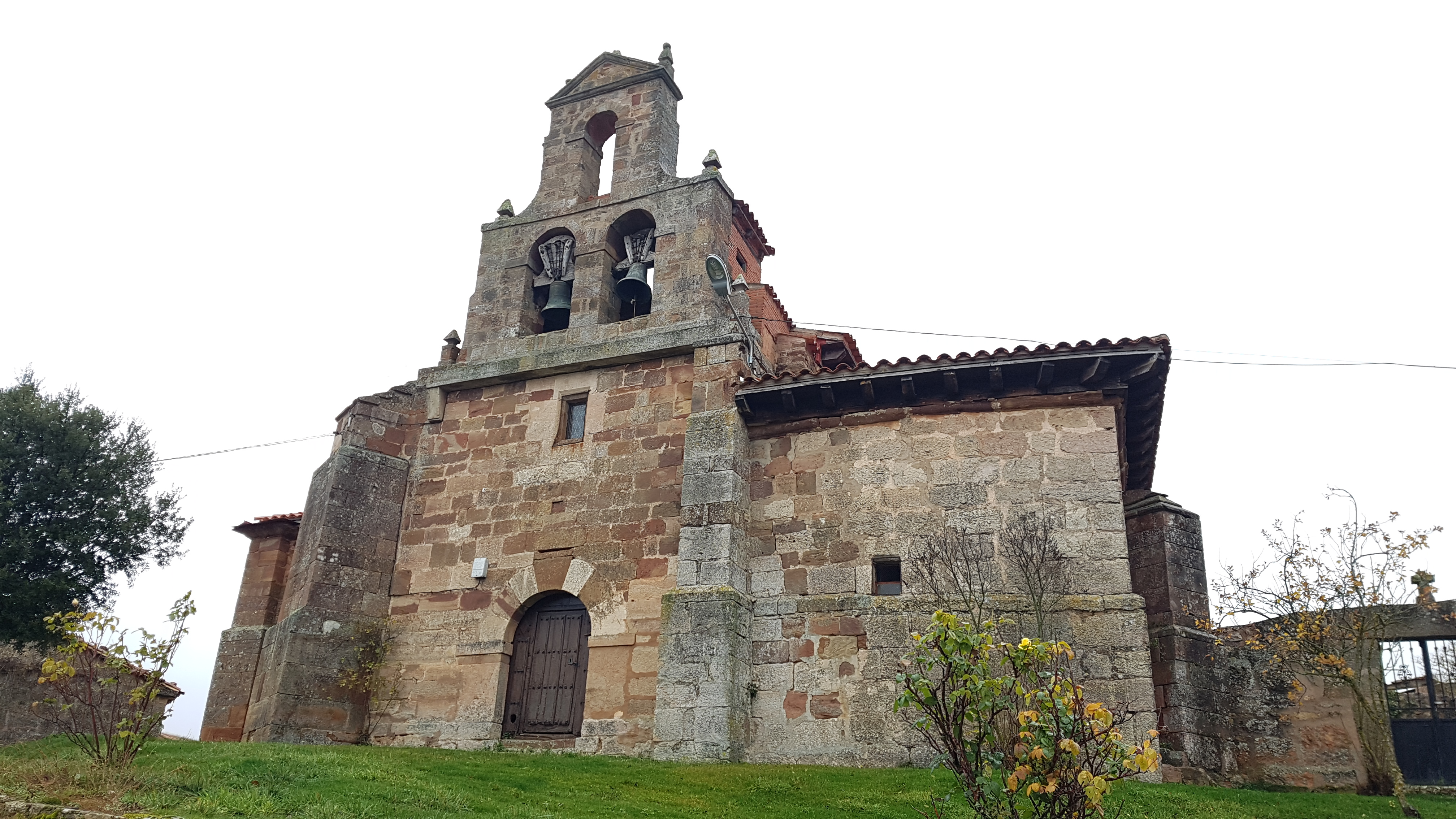
Iglesia de Mozoncillo de Juarros

## Localidades limítrofes
Confina con las siguientes localidades:
- Al noreste con Zalduendo.
- Al este con Arlanzón.
- Al sureste con Salgüero de Juarros.
- Al suroeste con Cuzcurrita de Juarros.
- Al noroeste con San Millán de Juarros e Ibeas de Juarros.

## Demografía
Evolución de la población
| Gráfica de evolución demográfica de Mozoncillo de Juarros entre 2000 y 2017 |
|                                                                             |
| Población de derecho (2000-2017) según el padrón municipal del INE          |

## Historia
Así se describe a Mozoncillo de Juarros en el tomo XI del Diccionario geográfico-estadístico-histórico de España y sus posesiones de Ultramar, obra impulsada por Pascual Madoz a mediados del siglo XIX:

Lugar con ayuntamiento en la provincia, partido judicial, diócesis, audiencia territorial y capitanía general de Burgos (3 leguas). Se halla situado en una hondonada, con clima bastante frío, donde reinan por lo regular los vientos N, NE y O, siendo las enfermedades más comunes las pulmonías. Tiene 50 casas, entre ellas la municipal; una cárcel; escuela de primeras letras, concurrida por unos 20 alumnos, y finalmente una iglesia parroquial (la Natividad de Nuestra Señora), con un cementerio contiguo a la misma, sirviendo el culto de ella un cura párroco y un sacristán. Confina el término N Salguera de Juarros; E Arlanzón; S Cueva de Juarros, y O San Millán. El terreno es en parte de buena calidad y regadío, cuyo beneficio es debido a las aguas del pequeño río Salguero, que corre por el término, de las cuales se surten también los vecinos para beber; en dicho terreno se encuentra además un monte pobladísimo de robles. Caminos: los que conducen a los pueblos limítrofes. Correos: la correspondencia se recibe de la capital por los mismos particulares. Producciones: trigo, alaga, mocho, cebada, avena, titos, garbanzos y arvejas; cría ganado lanar en crecido número y algo de yeguar; caza de liebres y perdices, y pesca de cangrejos y algunas truchas. Industria: la agrícola. Población: 32 vecinos, 82 almas. Capital productivo: 344.020 reales. Imponible: 32.593. Contribución: 1.800 reales 18 maravedíes.
Diccionario geográfico-estadístico-histórico de España y sus posesiones de Ultramar